# Hermosa (Dacota do Sul)
Hermosa é uma cidade  localizada no estado norte-americano de Dakota do Sul, no Condado de Custer.

## Demografia
Segundo o censo norte-americano de 2000, a sua população era de 315 habitantes.
Em 2006, foi estimada uma população de 354, um aumento de 39 (12.4%).

## Geografia
De acordo com o United States Census Bureau tem uma área de
1,0 km², dos quais 1,0 km² cobertos por terra e 0,0 km² cobertos por água. Hermosa localiza-se a aproximadamente 1014 m acima do nível do mar.

## Localidades na vizinhança
O diagrama seguinte representa as localidades num raio de 28 km ao redor de Hermosa.